# Ilia Pervoukhine
Ilia Pervoukhine, né le 6 juillet 1991 à Tver, est un céiste russe.
Aux Jeux olympiques d'été de 2012 à Londres, il est médaillé de bronze de canoë biplace 1 000 m avec Alekseï Korovachkov, derrière les Allemands Peter Kretschmer et Kurt Kuschela et les Biélorusses Andrei Bahdanovich et Aliaksandr Bahdanovich.